# 皮洛斯
皮洛斯（羅馬化：Pylos），历史上曾依其意大利名被称作纳瓦林/纳瓦里诺（Navarino），是希腊伯罗奔尼撒大区西南部麦西尼亚专区皮洛斯-奈斯托拉斯市镇的城镇及行政中心。

## 歷史
皮洛斯历史悠久，早在新石器时代就已经有人定居，曾为迈锡尼文明中的一个重要王国。附近挖掘出的所谓“涅斯托爾的宫殿”的遗迹，以荷马的《伊利亚特》中皮洛斯国王涅斯托尔的名字命名。在古典时期，这个地方是无人居住的，但在公元前425年伯罗奔尼撒战争期间成为了皮洛斯战役的遗址。此后，皮洛斯就很少被提及，直到13世纪，皮勒斯成为了阿切亚法兰克公国的一部分。1280年代，法兰克人在这里建造了古老的纳瓦里诺城堡。皮洛斯从1417年到1500年一直在威尼斯共和国的控制下，直到被奥斯曼帝国征服。奥斯曼人将皮洛斯及其海湾作为海军基地，并在那里建立了新的纳瓦里诺要塞。除了1685-1715年短暂的威尼斯人重新统治和1770 - 1771年的俄国人占领，直到1821年希腊独立战争爆发，该地区一直处于奥斯曼帝国的控制之下。1825年，埃及人易卜拉欣·帕夏为奥斯曼人夺回了这座城堡，但在1827年纳瓦里诺海战中，土耳其-埃及舰队(Turco-Egyptian fleet)的失败迫使易卜拉欣退出伯罗奔尼撒半岛，并确认了希腊的独立。